# Tulsa 66ers 2012-2013
La stagione 2012-13 dei Tulsa 66ers fu la 12ª nella NBA D-League per la franchigia.
I Tulsa 66ers arrivarono secondi nella Central Division con un record di 27-23. Nei play-off vinsero i quarti di finale con i Canton Charge (2-1), perdendo poi le semifinali con i Rio Grande Valley Vipers (2-0).

## Roster
| N° | Naz.                   | Ruolo | Sportivo           | Anno | Alt. | Peso |
| -- | ---------------------- | ----- | ------------------ | ---- | ---- | ---- |
| 7  | Stati Uniti (bandiera) | G     | Tony Taylor        | 1990 | 185  | 87   |
| 9  | Stati Uniti (bandiera) | G     | Chris Quinn        | 1983 | 188  | 79   |
| 10 | Canada (bandiera)      | G     | Andy Rautins       | 1986 | 193  | 86   |
| 11 | Stati Uniti (bandiera) | GA    | Jeremy Lamb        | 1992 | 196  | 82   |
| 14 | Stati Uniti (bandiera) | G     | Brady Morningstar  | 1986 | 193  | 84   |
| 15 | Stati Uniti (bandiera) | G     | Isaiah Wilkerson   | 1990 | 191  | 98   |
| 17 | Stati Uniti (bandiera) | G     | Reggie Jackson     | 1990 | 191  | 94   |
| 18 | Stati Uniti (bandiera) | GA    | Rasual Butler      | 1979 | 201  | 98   |
| 19 | Stati Uniti (bandiera) | G     | Brandon Brooks     | 1987 | 188  | 86   |
| 21 | Stati Uniti (bandiera) | G     | Dominique Sutton   | 1986 | 196  | 96   |
| 22 | Stati Uniti (bandiera) | G     | Mario Little       | 1987 | 198  | 95   |
| 23 | Stati Uniti (bandiera) | A     | Perry Jones        | 1991 | 211  | 107  |
| 24 | Stati Uniti (bandiera) | G     | DeAndre Liggins    | 1988 | 198  | 95   |
| 32 | Stati Uniti (bandiera) | GA    | Hollis Thompson    | 1991 | 203  | 93   |
| 33 | Stati Uniti (bandiera) | A     | Daniel Orton       | 1990 | 208  | 116  |
| 34 | Stati Uniti (bandiera) | A     | Anthony Vereen     | 1986 | 198  | 111  |
| 41 | Stati Uniti (bandiera) | C     | Travis Hyman       | 1987 | 213  | 111  |
| 42 | Stati Uniti (bandiera) | A     | Ron Anderson       | 1989 | 203  | 127  |
| 44 | Stati Uniti (bandiera) | C     | Will Creekmore     | 1989 | 206  | 107  |
| 50 | Stati Uniti (bandiera) | A     | Rodney Bartholomew | 1989 | 203  | 107  |

## Staff tecnico
- Allenatore: Darko Rajaković
- Vice-allenatore: Tyrone Ellis
- Preparatore atletico: Tony Katzenmeier